# National Humanities Medal
La National Humanities Medal è un premio statunitense conferito ogni anno a molteplici personalità. gruppi o istituzioni la cui opera ha «approfondito la comprensione nazionale delle discipline umanistiche, ha ampliato il coinvolgimento dei nostri cittadini nelle discipline umanistiche ovvero ha contribuito a preservare ed espandere l'accesso degli americani a importanti risorse nelle discipline umanistiche».

## Storia
Nel 1988 fu istituito il premio umanistico in onore del filosofo Charles Frankel. Nel '97 David Macaulay, che aveva vinto il Premio Frenkel due anni prima, ottenne l'abolizione ci quest'ultimo e la sua sostituzione con la National Humanities Medal, utilizzata dal governo USA fino al 2012.
Nel 2013 il National Endowment for the Humanities indisse un concorso nazionale per un nuovo disegno della medaglia, la cui giuria era composta dall'artista Chunghi Choo, dall'incisore Don Everhart della Zecca degli Stati Uniti e dallo scultore George Anthonise.
A giugno, Paul C. Balan dell'Illinois fu scelto come vincitore e a novembre la sua medaglia fu presentata alla stampa a Washington DC. Il nuovo design fu usato per la prima volta per le Medaglie umanistiche nazionali del 2013, presentate a metà dell'anno successivo.
Le medaglie vengono conferite una volta all'anno, di solito dal Presidente degli Stati Uniti, a ben dodici candidati e organizzazioni che vengono nominati all'inizio dell'anno solare.

Il presidente seleziona i vincitori in consultazione con il National Endowment for the Humanities il quale chiede ai propri selezionatori di prendere visione dell'elenco dei vincitori precedenti e di valutare il conferimento della National Medal of Arts, per riconoscere i contributi nel campo delle arti figurative o dello spettacolo.